# Argent
Argent — британская рок-группа, исполнявшая смесь рока, поп-музыки и прогрессивного рока.

## История
Группу создал Род Арджент (клавишные), бывший участник группы The Zombies. В первых трёх демозаписях Арджента, записанных осенью 1968, участвовал Мак МакЛауд (бас-гитара). Другие участники: Боб Хенрит (ударные) и Джим Родфорд (бас-гитара) позже вошли в группу The Kinks, а Расс Бэллард (гитара, клавишные) участвовал в создании нескольких композиций группы (некоторые из них стали хитами, когда их исполнили группы Rainbow и Santana). В 1973 Бэллард ушёл из группы, его сменили Джон Верити (гитара, вокал) и Джон Гримальди (гитара).
Лучшим хитом Арджента стала песня "Hold Your Head Up". Песню группы "God Gave Rock’N’Roll To You", перепела группа Kiss под названием God Gave Rock’N’Roll To You II, став гимном современного христианского рока —  была дважды перепета группой Petra, в 1977 и 1984, с изменённым текстом.
Группа исполняла смесь рока и поп-музыки, с более прогрессивным роком в инструментальной композиции "The Coming Of Kohoutek" из альбома Nexus. После записи концерта Encore, группа больше двигалась в сторону прогрессивного рока и фьюжна, заключив контракт с лейблом RCA Records для издания двух последних альбомов. После были интенсивные записи и туры до распада группы в конце 1976 г.
К 2005 все альбомы и сборники переизданы на CD, кроме Counterpoints.

## Дискография

### Альбомы
- 1970 — Argent
- 1971 — Ring Of Hands[англ.]
- 1972 — All Together Now
- 1973 — In Deep
- 1974 — Nexus
- 1975 — Circus
- 1976 — Counterpoints

### Концерты
- 1974 Encore: Live in Concert
- 1995 BBC Radio 1 In Concert
- 1997 The Complete BBC Sessions

### Сборники
- 1976 The Best Of Argent — An Anthology
- 1978 Hold Your Head Up
- 1991 Music From The Spheres